# Мирошниковка (Херсонская область)
Мирошниковка (укр. Мірошниківка) — село в Музыковской сельской общине Херсонского района Херсонской области Украины. Основано 18 ноября 2008 года по решению Херсонской областной рады. Переписи не проводилось.
Почтовый индекс — 75023. Телефонный код — 5547.